# Melinoessa sodaliata
Timana sodaliata là một loài bướm đêm trong họ Geometridae.